# Deutsche Partei
Deutsche Partei (Tyska partiet), DP, är ett högerkonservativt parti i Tyskland. Partiet fanns 1949-1961 representerat i förbundsdagen och ingick i CDU-ledaren Konrad Adenauers koalitionsregeringar fram till 1960. Sedan flera av partiets ledande företrädare hade gått över till CDU, förlorade partiet opinionsstöd och inflytande.
1961 gick Deutsche Partei samman med GB/BHE till Gesamtdeutsche Partei inför förbundsdagsvalet samma år, men det fusionerade partiet misslyckades med att komma in i förbundsdagen.
Partiet fanns efter 1961 dock fortfarande representerat på lokal nivå; partiförbundet i Bremen och partiföreningarna i några kretsar i Niedersachsen motsatte sig sammangåendet med GB/BHE och återstartade DP 1962. Det upphörde som parti 1980 för att i stället bli en förening, och från 1993 åter som ett parti. 2003 bytte det namn till Deutsche Partei – Die Freiheitlichen.